# Smiljan (Kroatië)
Smiljan is een dorpje in de heuvelachtige, westelijke Kroatische provincie Lika en ligt 6 kilometer van de stad Gospić, het administratieve centrum van de provincie Lika-Senj.
Het dorp staat vooral bekend als het dorpje waar de uitvinder Nikola Tesla in 1856 is geboren. Ter nagedachtenis aan hem is in 1956 in zijn geboortehuis een museum gevestigd. In 2006 volgde de opening van een vernieuwd museumcomplex.

## Bevolking
Het inwonertal bedraagt 418 personen in 2011, een daling ten opzichte van het maximum van 2.365 inwoners in 1869.
| Bevolking per officiële volkstelling | Bevolking per officiële volkstelling | Bevolking per officiële volkstelling | Bevolking per officiële volkstelling | Bevolking per officiële volkstelling | Bevolking per officiële volkstelling | Bevolking per officiële volkstelling | Bevolking per officiële volkstelling | Bevolking per officiële volkstelling | Bevolking per officiële volkstelling | Bevolking per officiële volkstelling | Bevolking per officiële volkstelling | Bevolking per officiële volkstelling | Bevolking per officiële volkstelling | Bevolking per officiële volkstelling | Bevolking per officiële volkstelling |
| ------------------------------------ | ------------------------------------ | ------------------------------------ | ------------------------------------ | ------------------------------------ | ------------------------------------ | ------------------------------------ | ------------------------------------ | ------------------------------------ | ------------------------------------ | ------------------------------------ | ------------------------------------ | ------------------------------------ | ------------------------------------ | ------------------------------------ | ------------------------------------ |
| 1857                                 | 1869                                 | 1880                                 | 1890                                 | 1900                                 | 1910                                 | 1921                                 | 1931                                 | 1948                                 | 1953                                 | 1961                                 | 1971                                 | 1981                                 | 1991                                 | 2001                                 | 2011                                 |
| 2.090                                | 2.365                                | 1.973                                | 1.222                                | 1.283                                | 1.162                                | 1.127                                | 1.068                                | 747                                  | 818                                  | 835                                  | 761                                  | 605                                  | 555                                  | 446                                  | 418                                  |

## Geboren
- Nikola Tesla (1856-1943), elektrotechnicus, natuurkundige en uitvinder